# Lucy Telge Luna
Lucy Telge Luna (Lima, 30 de marzo de 1935) es una bailarina y maestra peruana de ballet de amplia trayectoria. Ha sido fundadora del Ballet Municipal de Lima y fue condecorada con la Orden del Sol del Perú en grado de Comendador.

## Formación
Realizó sus primeros estudios a los tres años, por iniciativa de su madre, en la academia de ballet de la maestra Rosita Ríos y, más adelante, continua su formación en la Asociación de Artistas Aficionados (AAA) con profesores como Charles Dickson, Julián Calderón, Esther Gnavi, Dimitri Rostoff y Roger Fenonjois.Posteriormente, y mientras bailaba en dicha institución, empieza a dictar clases en paralelo a partir de 1958. Más adelante, viaja al extranjero para especializarse en enseñanza de la danza en instituciones como el Harkness House for Ballet Arts, el School of American Ballet en Nueva York, la John Cranko Schule en Stuttgart y la Academie de Danse Classique Princesse Grace de Mónaco.

## Trayectoria
Lucy Telge abre su academia de ballet, la Asociación Choreartium, en 1967, actualmente "Estudio de Ballet Lucy Telge". Más adelante, el 29 de marzo de 1983, la Municipalidad de Lima aprueba su proyecto para fundar el Ballet Municipal de Lima, institución de la cual es directora hasta el día de hoy. En el año 1986 montó por primera vez El lago de los cisnes en el Perú en su versión completa.
Lucy Telge presidió la Comisión de Diagnóstico Integral de Personal Docente de las Escuelas Nacionales de Formación Artística que formaban parte del Instituto Nacional de Cultura (INC), y formó parte de la Comisión Evaluadora de bailarines del Grupo Nacional de Danzas y del Consejo Técnico de Arte del INC.

## Condecoraciones
En 2006 fue condecorada con la Orden del Sol del Perú en el grado de Comendador.
En julio del 2017, el Royal Academy of Dance (RAD) de Londres le otorgó el "President’s Award" en reconocimiento por sus servicios prestados al ballet clásico. Este galardón, recibido en el Imperial College de Londres, es considerado el máximo reconocimiento que puede recibir un Maestro o Maestra por su trayectoria en la danza.
En 2023 recibió el Premio Luces a la Trayectoria.